# Bouquettraube
Le bouquettraube est un cépage allemand de raisins blancs.

## Origine et répartition géographique
Le bouquettraube est issu de semis réalisé par Sebastian Englerth à Randersacker près de Wurtzbourg en Franconie. C'est probablement un croisement entre riesling sylvaner ou entre sylvaner × frankenthal.
Il est classé recommandé dans le vignoble d'Alsace. En 1998, il couvrait moins de 10 ha.
En Afrique du Sud, il couvre 415 hectares et des petites plantations sont connues en Espagne.

## Caractères ampélographiques
- Extrémité du jeune rameau rananéeux ou duveteux à plages bronzées.
- Jeunes feuilles aranéeuses, à plages bronzées.
- Feuilles adultes, moyennes à cinq lobes avec des sinus latéraux supérieurs assez profonds, ouverts, à fonds en U, un sinus pétiolaire elliptique à bords largement superposés, des dents ogivales et moyennes, un limbe glabre en dessous.

## Aptitudes culturales
La maturité est de deuxième époque tardive : 25 jours après le Chasselas.
C'est un cépage de bonne vigueur et de bonne productivité. 

## Potentiel technologique
Les grappes sont de taille moyenne et les baies sont moyennes. La grappe est cylindrique et compacte. Le cépage est sensible à la pourriture grise.
Il donne un vin blanc léger et souvent acide avec un goût légèrement aromatique.

## Synonymes
Le bouquettraube est connu sous les noms de Bukettraube, Buket, Bukettriesling, Bukettrebe, Bocksbeutel, bouquet blanc, bouquet traube, Muskat-Silvaner, sylvaner musqué ou Würzburger.